# Calle de la Gran Vía
La calle de la Gran Vía es una vía pública de la ciudad española de San Sebastián.

## Descripción
La calle, que obtuvo el título en 1895 por imitación del de la de Bilbao, nace de la avenida de la Zurriola y discurre hasta la calle de Miracruz. Tiene cruces con el paseo de Colón, la calle de Zabaleta, la de San Francisco, la de Secundino Esnaola, la de la Baja Navarra, la de Carquizano, la de la Gloria y la de José María Soroa. Aparece descrita en Las calles de San Sebastián (1916) de Serapio Múgica Zufiria con las siguientes palabras:

Calle de la Gran Vía.—En sesión de 23 de Julio de 1895, se acordó que se pusiera el nombre de «Calle de la Gran Vía» a la que partiendo de las inmediaciones del lavadero de Chofre, termina en el paseo, que hoy expresaríamos mejor al decir que se halla entre la calle de Miracruz y la de Zavaleta.

Parece que este nombre debió tomarse a imitación de la que se dió en Bilbao a la que partiendo de la Plaza Circular de don Diego López de Haro, va a terminar en la Plaza Elípticia. Por cierto que no se adoptó tal nombre sin que protestase el inolvidable don Antonio Trueba que lo consideraba como un galicismo inadmisible. Ha prevalecido, sin embargo, y se halla en uso aquella denominación.
(Múgica Zufiria, 1916, p. 49)